# Paulinho Criciúma
Paulo Roberto Rocha, mais conhecido Paulinho Criciúma (Criciúma, 30 de agosto de 1961) é um ex-futebolista brasileiro que atuava como atacante.
Paulinho Criciúma começou a carreira no Criciúma nos anos 1970. Meio-campista, em 1983, foi contratado pelo América de São José do Rio Preto e em seguida foi para o Bangu. Em 1985 e 1986, jogou por empréstimo no Posco, da Coreia do Sul e depois retornou ao time de Moça Bonita.
Transferiu-se em 1988 para o Botafogo. Foi um dos heróis botafoguenses nos títulos cariocas de 1989 e 1990, quebrando o jejum de 21 anos do alvinegro sem títulos.
Saindo do Rio de Janeiro, Paulinho Criciúma foi vendido para o Internacional, onde não teve a mesma sorte. Depois de uma passagem apagada pelo Rio Grande do Sul, ele jogou no Nagoya Grampus, do Japão, entre 1991 e 1992, Los Angeles Salsa, dos Estados Unidos, em 1993 e 1994, Montreal, do Canadá, no ano de 1995 e Atlético Celaya, do México, entre 1995 e 1996.
Ao parar de jogar, Paulinho Criciúma virou comentarista esportivo em rádios de sua cidade e treinador profissional do Clube 4 de Julho, no Piauí, alem de ter treinado o Criciúma Esporte Clube. Foi comentarista do canal pago SporTV até 2017, quando saiu.

## Títulos
Bangu
- Copa do Presidente da Coreia do Sul: 1984
- Taça Rio: 1987

Posco Atoms
- Campeonato Sul-Coreano de Futebol: 1986

Botafogo
- Troféu Cidade de Palma de Mallorca: 1988
- Campeonato Carioca: 1989 e 1990
- Taça Rio: 1989

Internacional
- Campeonato Gaúcho: 1991
- Copa Governador do Estado: 1991

Montreal Impact
- Commissioner's Cup: 1995

Celaya
- Liga de Ascenso de México: 1994–95